# مدينة الحسن الرياضية (إربد)

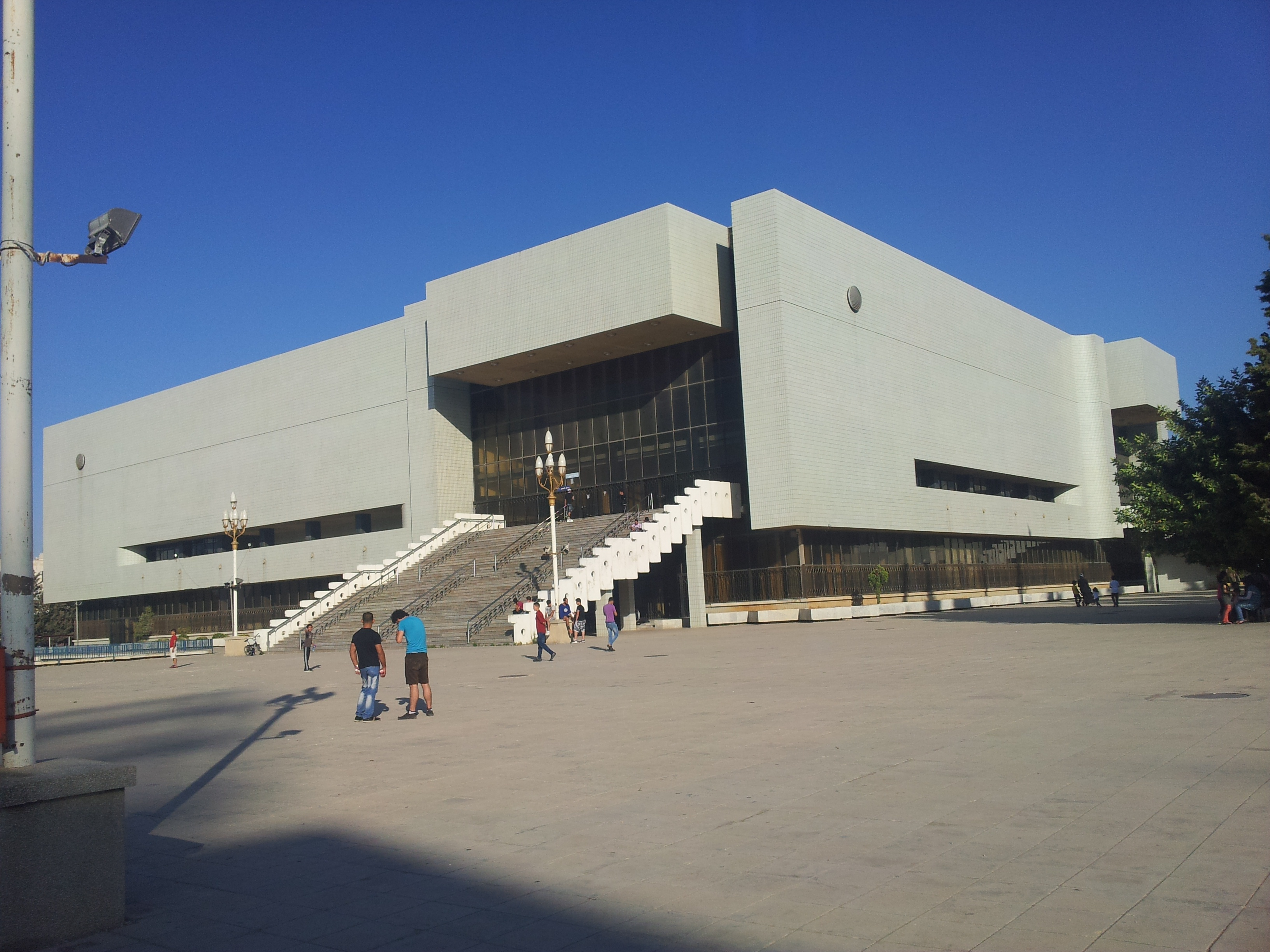
الصالة الرياضية الرئيسية بالمدينة.

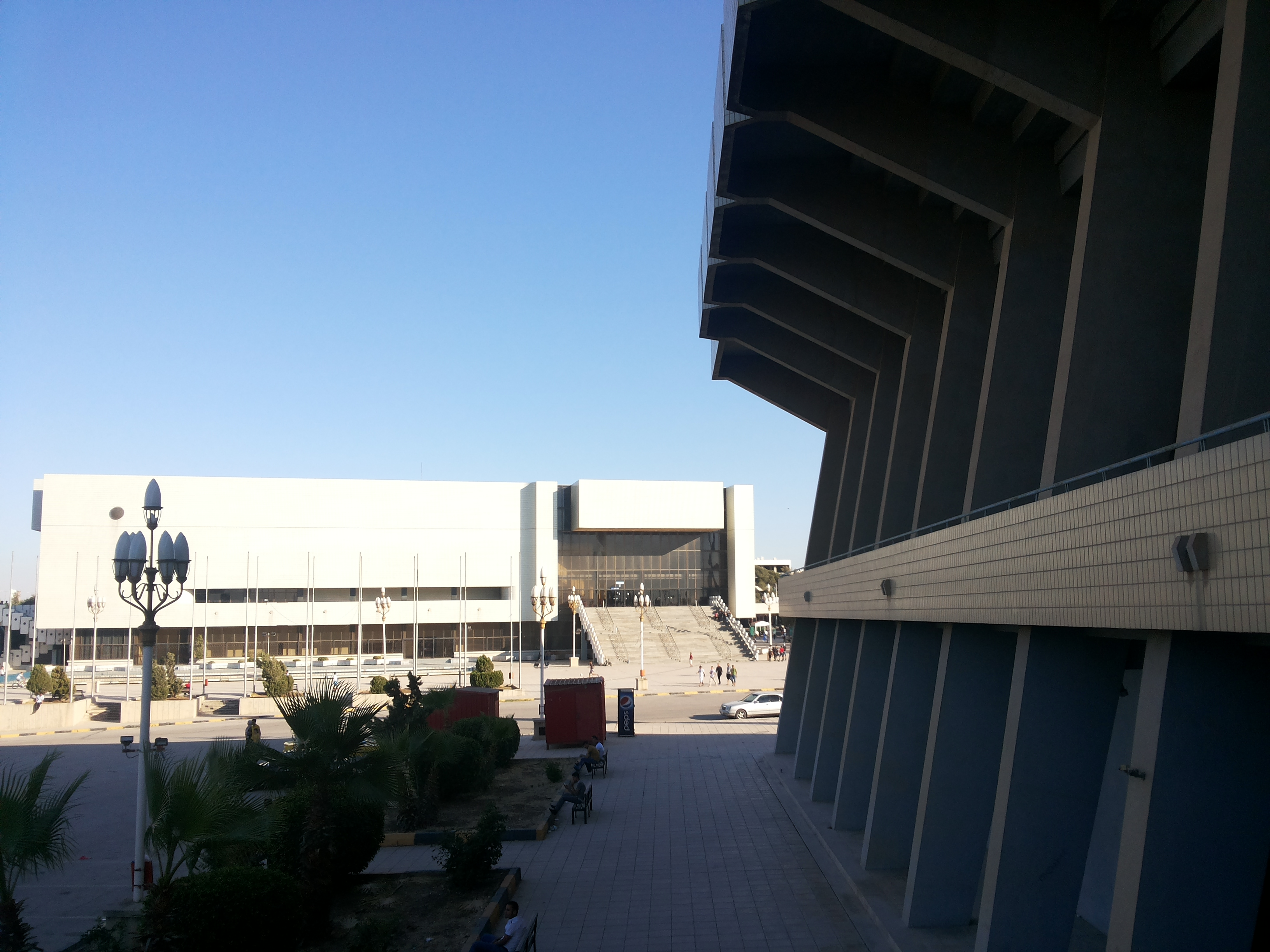
مدخل الملعب الرئيسي بالمدينة.

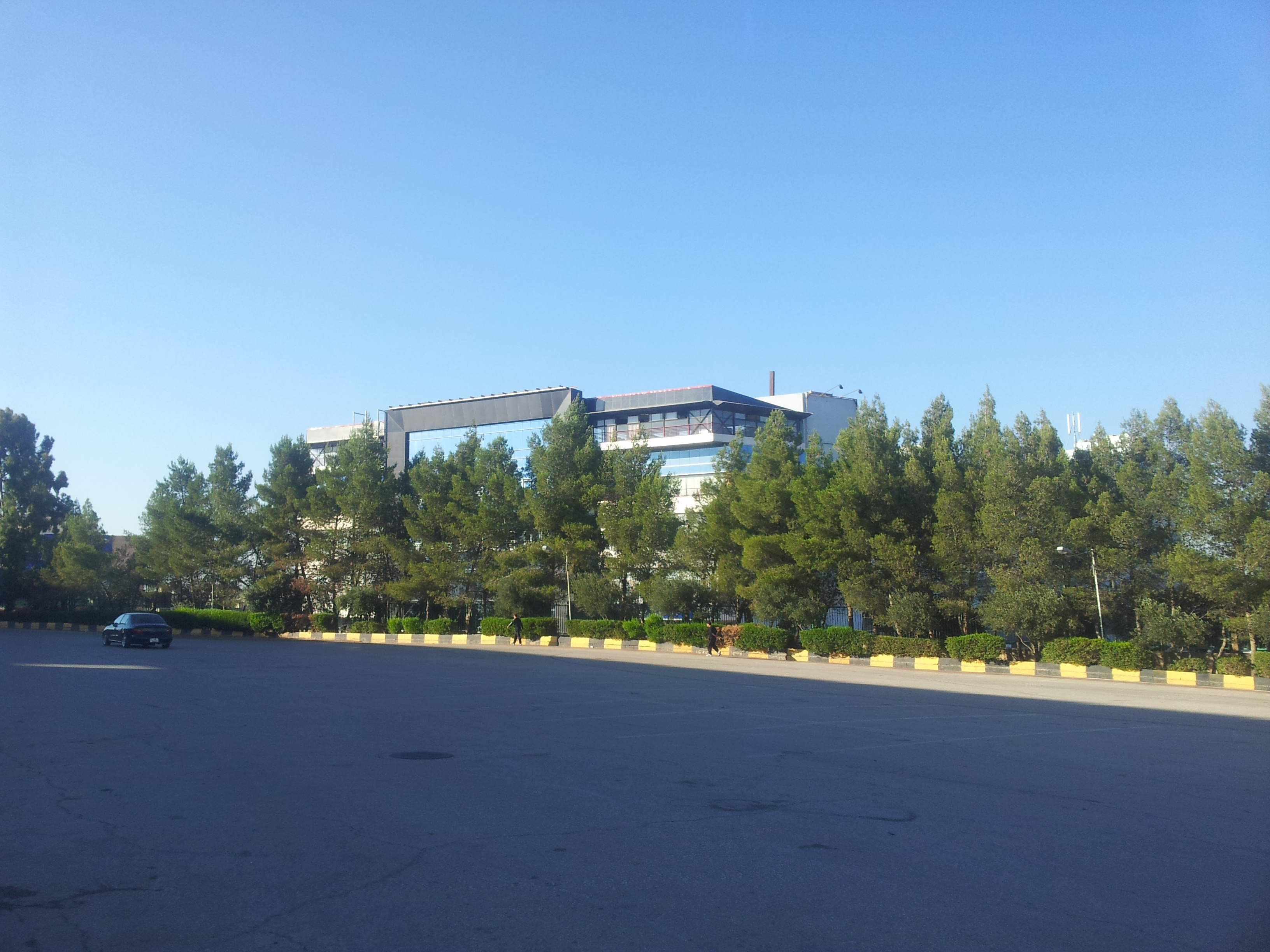
منشآت المدينة المختلفة.

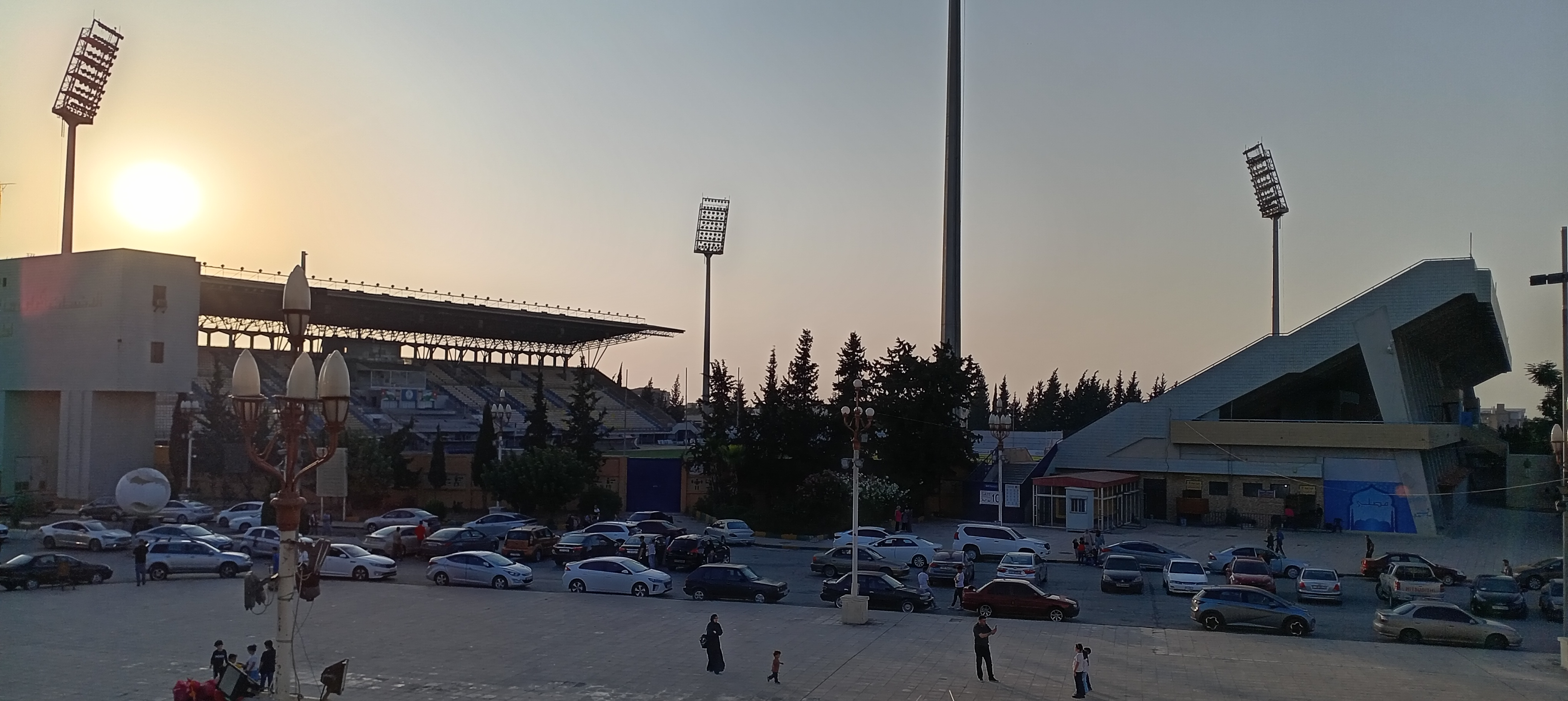
مدينةالحسن الرياضية في اربد وقت الغروب

مدينة الحسن للشباب أو المدينة الرياضية في إربد هي مدينة رياضية تقع في مدينة إربد شمال المملكة الأردنية الهاشمية. تبلغ مساحتها 110 دونم، وتحتل المرافق الرياضية الجزء الأكبر منها، إضافةً إلى الساحات ومواقف السيارات بمرافقها المختلفة. تم البدء في إنشاء المدينة عام 1986 ليستغرق 4 أعوام، حيث تم افتتاحها في عام 1990، ولتكون الثانية من نوعها في المملكة بعد المدينة الرياضية في عمّان.
تُعتبر المدينة رافداً للمنتخبات الوطنية الأردنية في ألعاب التنس والسباحة والسكواش، من خلال تبني نادي المدينة تدريب العناصر الشبابية لتمثيل الأردن في شتى الساحات العربية والعالمية. وعلى صعيد المباريات الرسمية، فقد أسهمت المدينة إلى حد كبير في رفع مستوى الإنجاز الرياضي للمنتخبات المحلية والأندية، وذلك من خلال تسهيل إقامة المباريات والتدريبات لها على مرافق المدينة المختلفة في مختلف الألعاب الجماعية والفردية.
وقد بلغ عدد رواد المدينة - سواء أكان لمشاهدة المباريات أم للتدريب أم للمباريات الرسمية أم لممارسة رياضة المشي - ما يزيد عن مليوني مواطن خلال عام 2009.

## المنشآت الرياضية
- ملعب كرة القدم، ملعب أولمبي تبلغ مساحته 15,786 م2 ويتسع لخمسة عشر ألف مشاهد.
- مضمار لعب القوى، مضمار مطاطي مقسم إلى ثماني حارات.
- الصالة الرياضية الرئيسية: صالة رياضية مغلقة متعددة الأغراض تبلغ مساحتها الكلية 4,588 م2 وتتسع لأكثر من 2000 شخص.
- المسابح، وتشتمل على ثلاث مسابح أولمبية، تبلغ مساحتها 5,300 م2، وتحوي على مدرج يتسع لـ 2000 متفرج.
- ملاعب التنس
- ملاعب السكواش
- مضمار المشي، يبلغ طوله 1200 م ويحيط بالمدينة من الداخل. يحتوي على خمس محطات لتنمية عناصر اللياقة البدنية.
- قاعة إربد الكبرى
- مركز الطب الرياضي

## معرض الصور

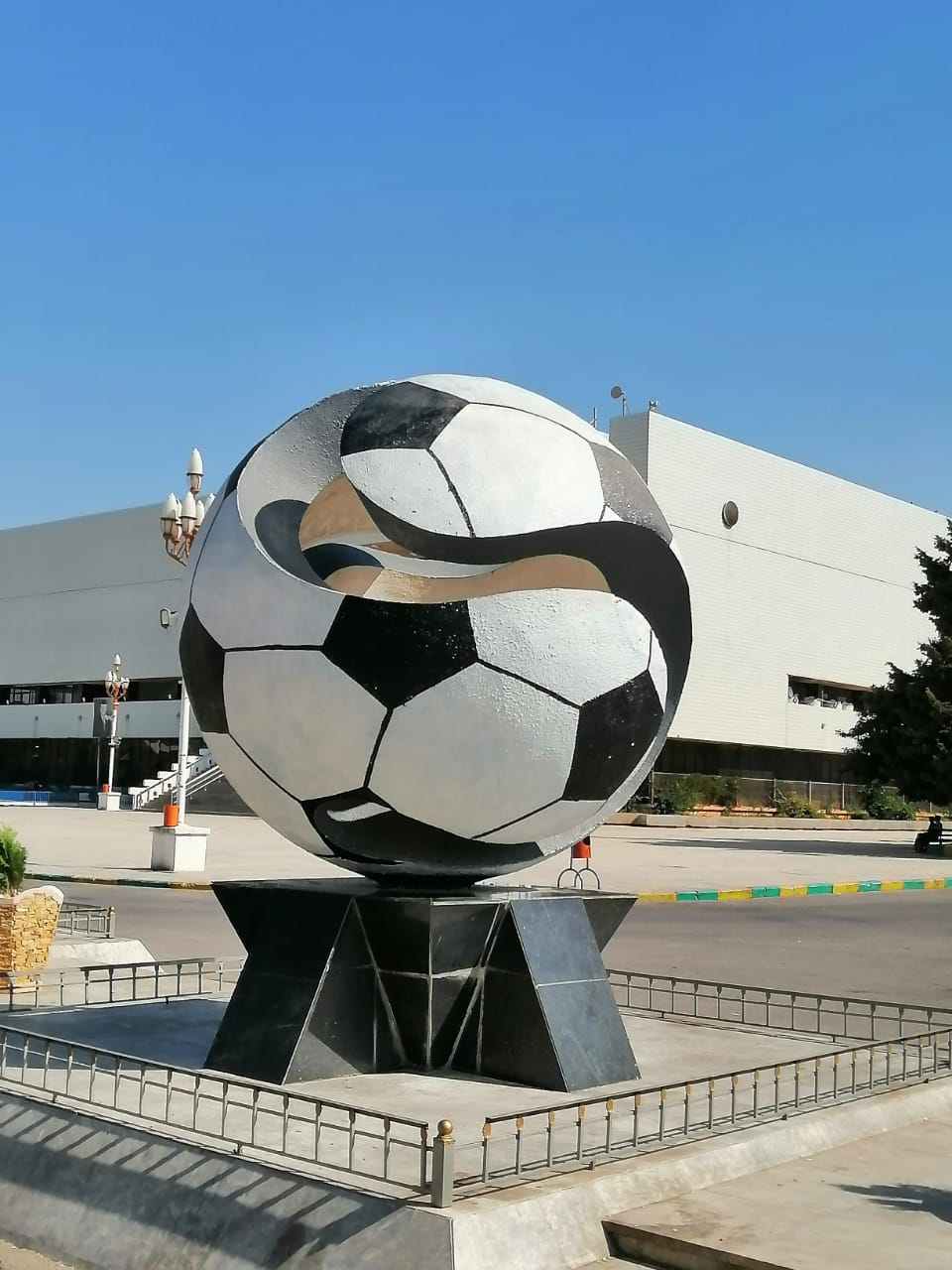
نموذج لكرة قدم يتوسط مدينة الحسن الرياضية
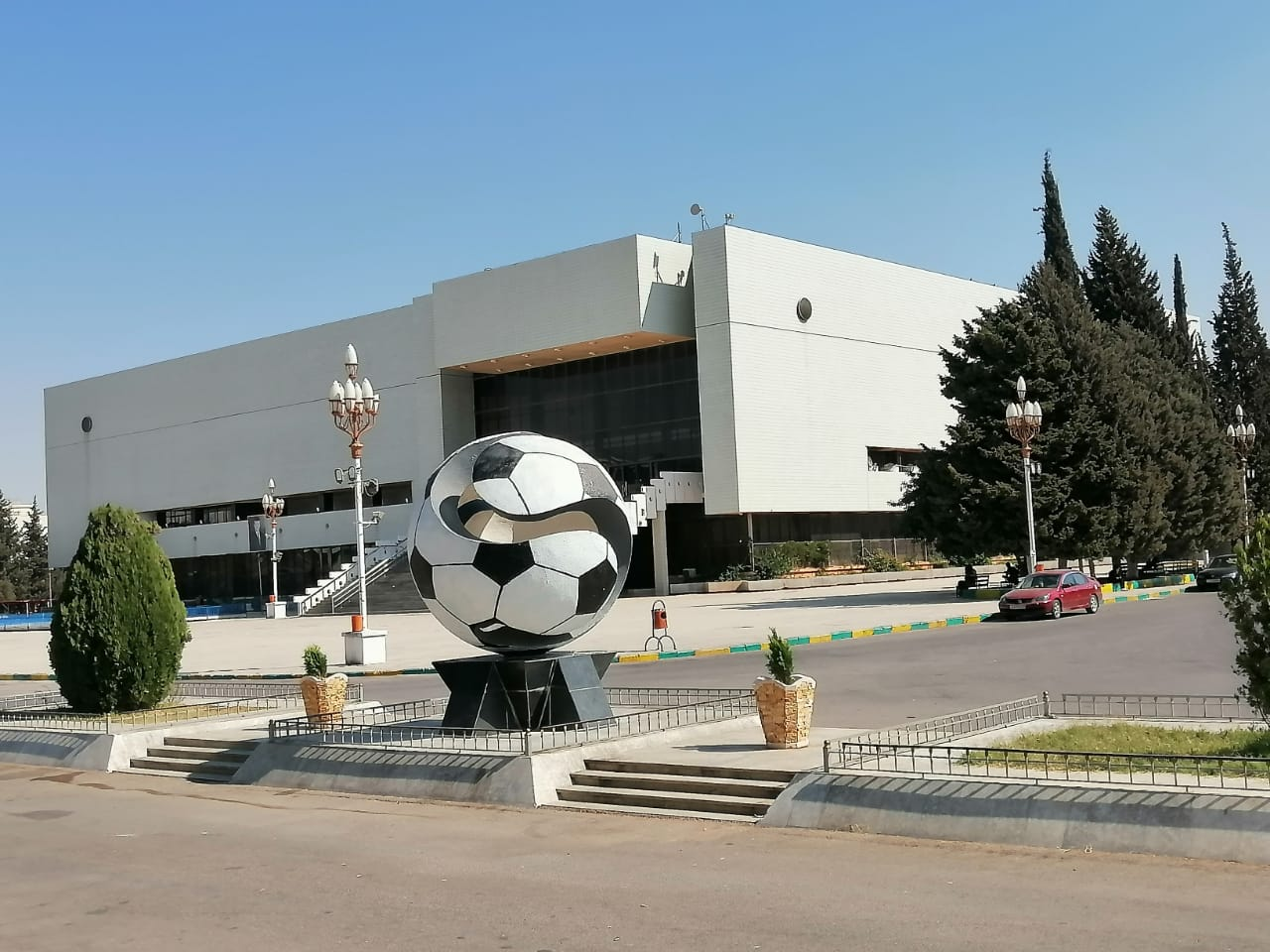
ادارة مدينة الحسن الرياضية
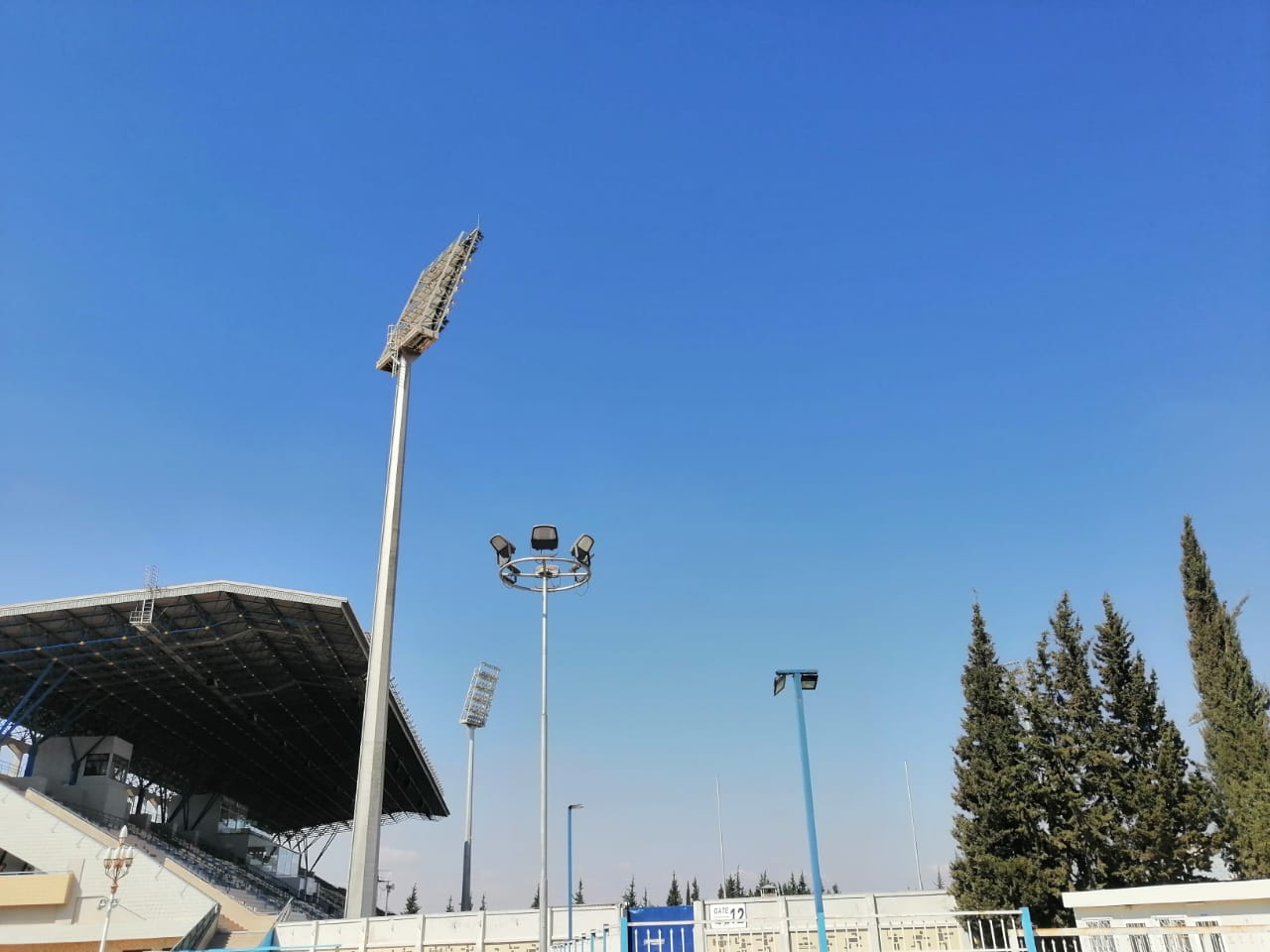
جزء من ستاد الحسن في اربد
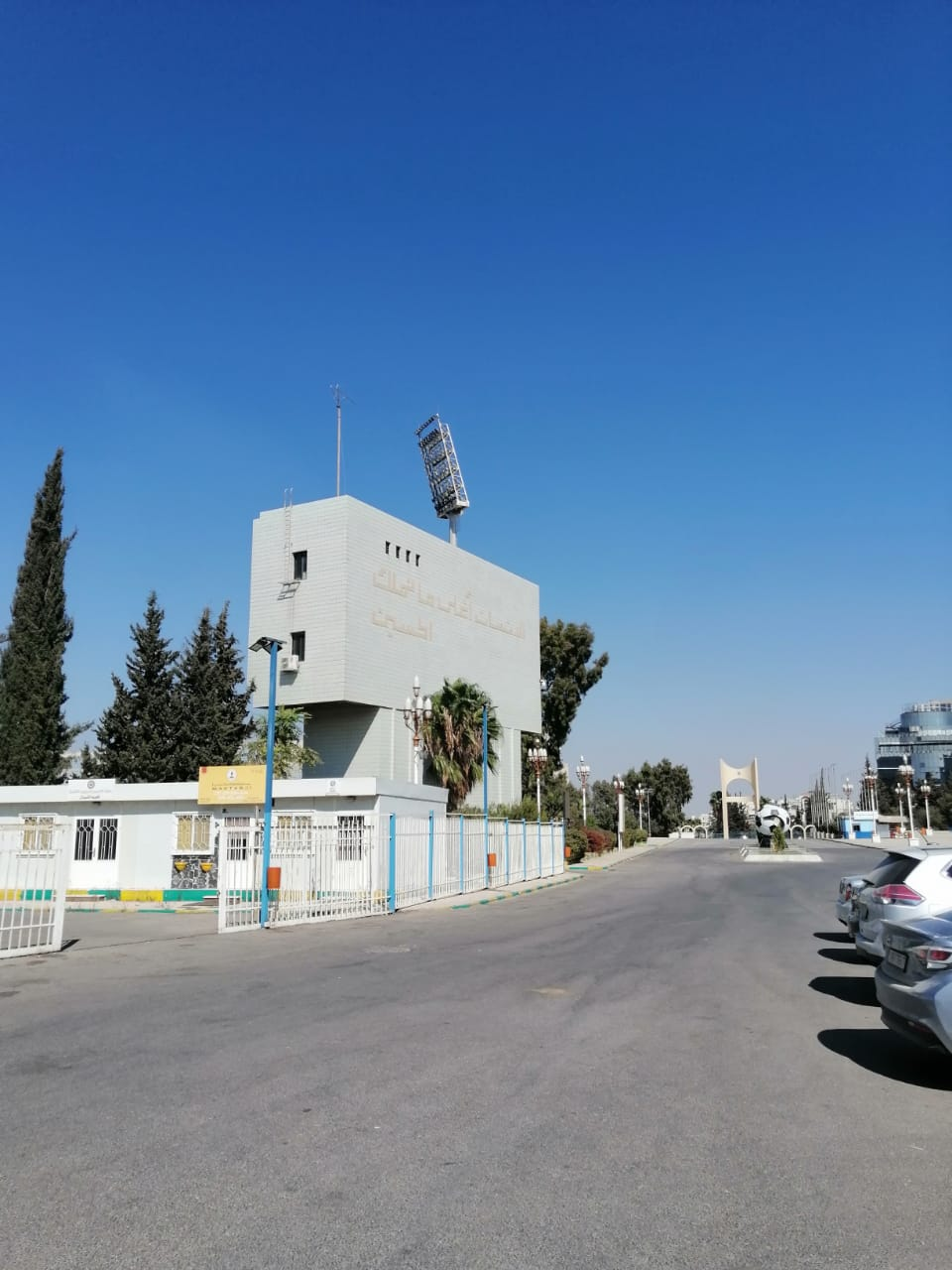
ساعة ملعب مدينة الحسن الرياضية من الخلف
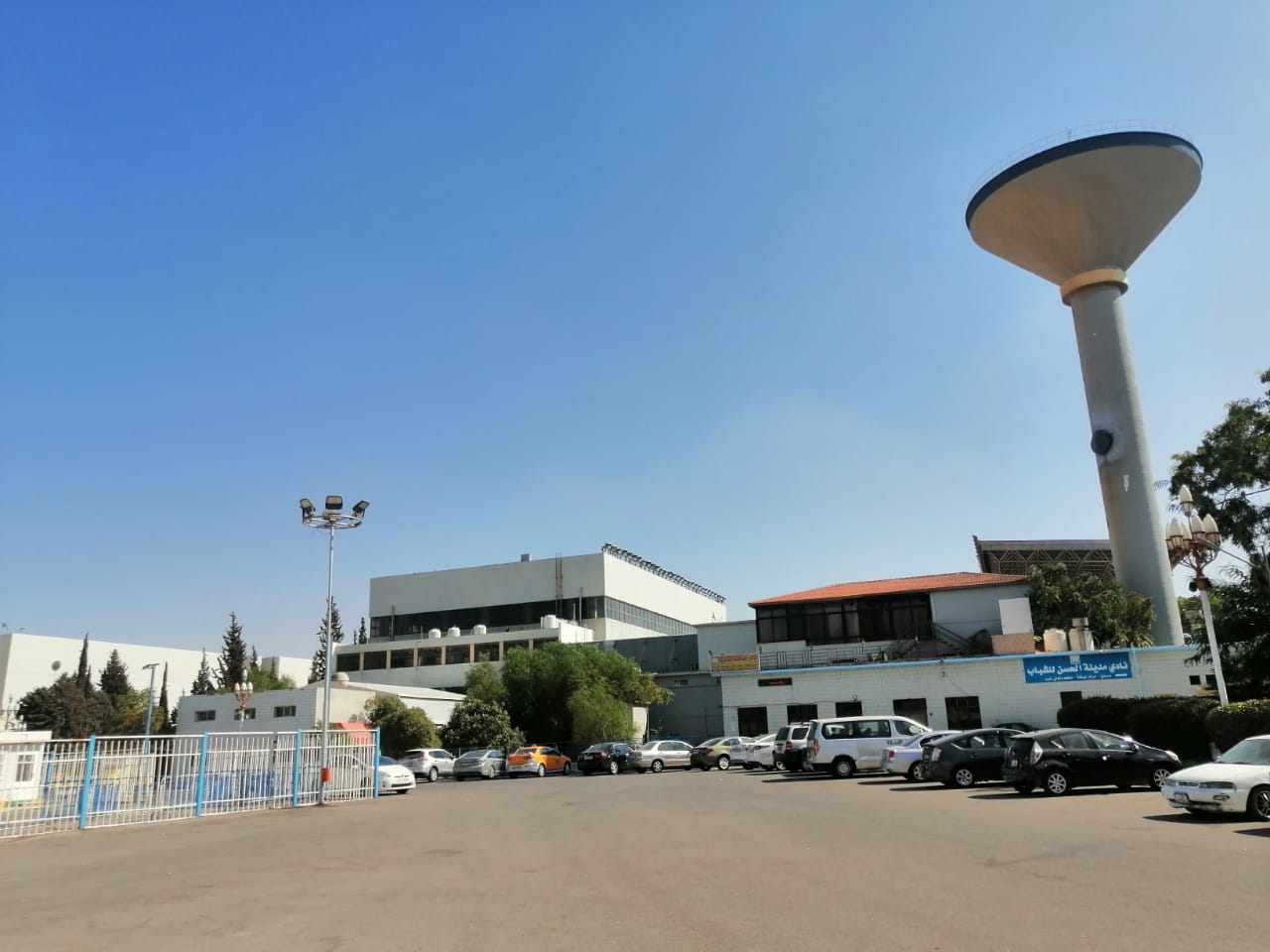
منظر عام لمدينة الحسن الرياضية
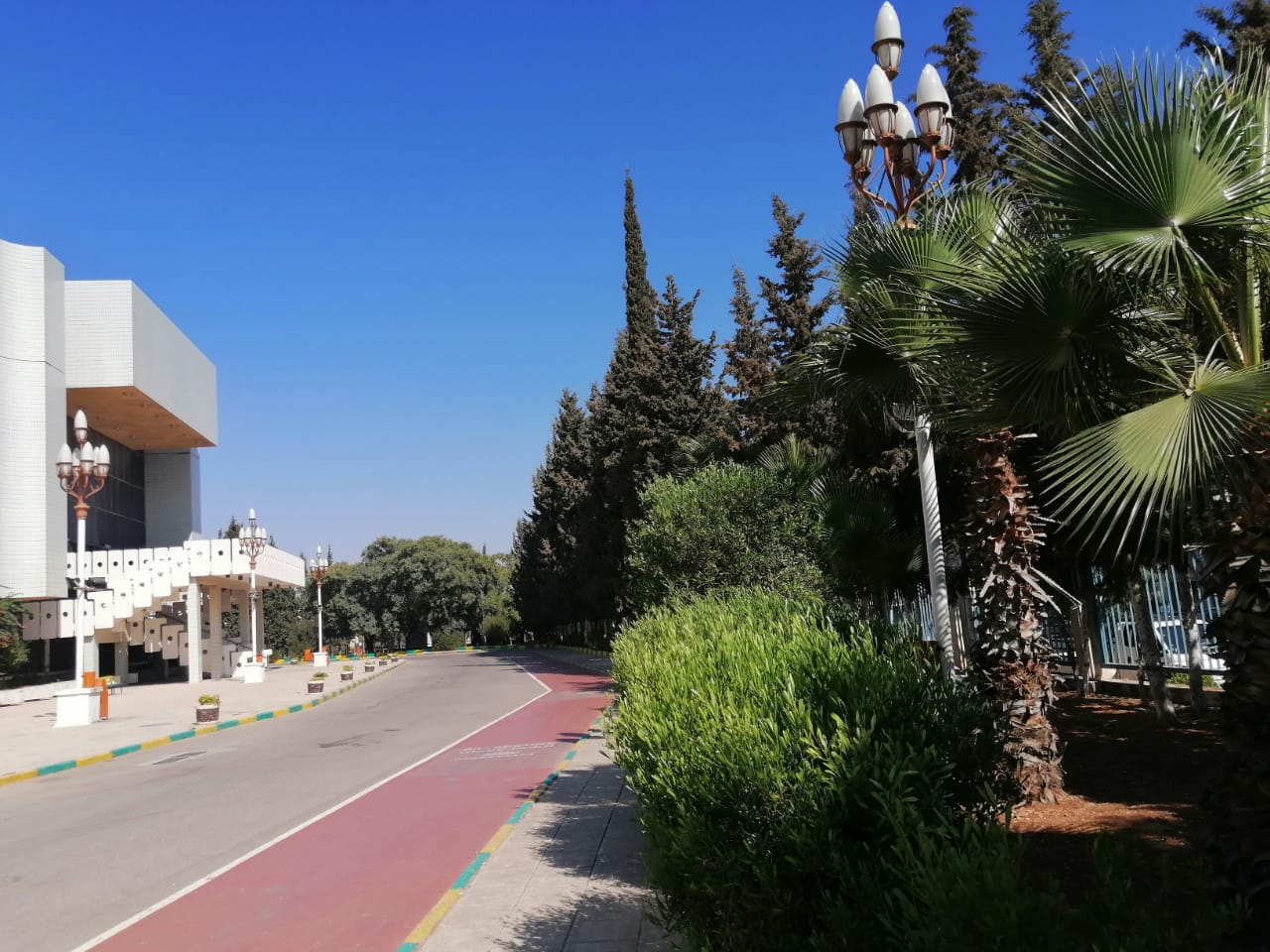
شارع مزروع بالاشجار داخل مدينة الحسن الرياضية
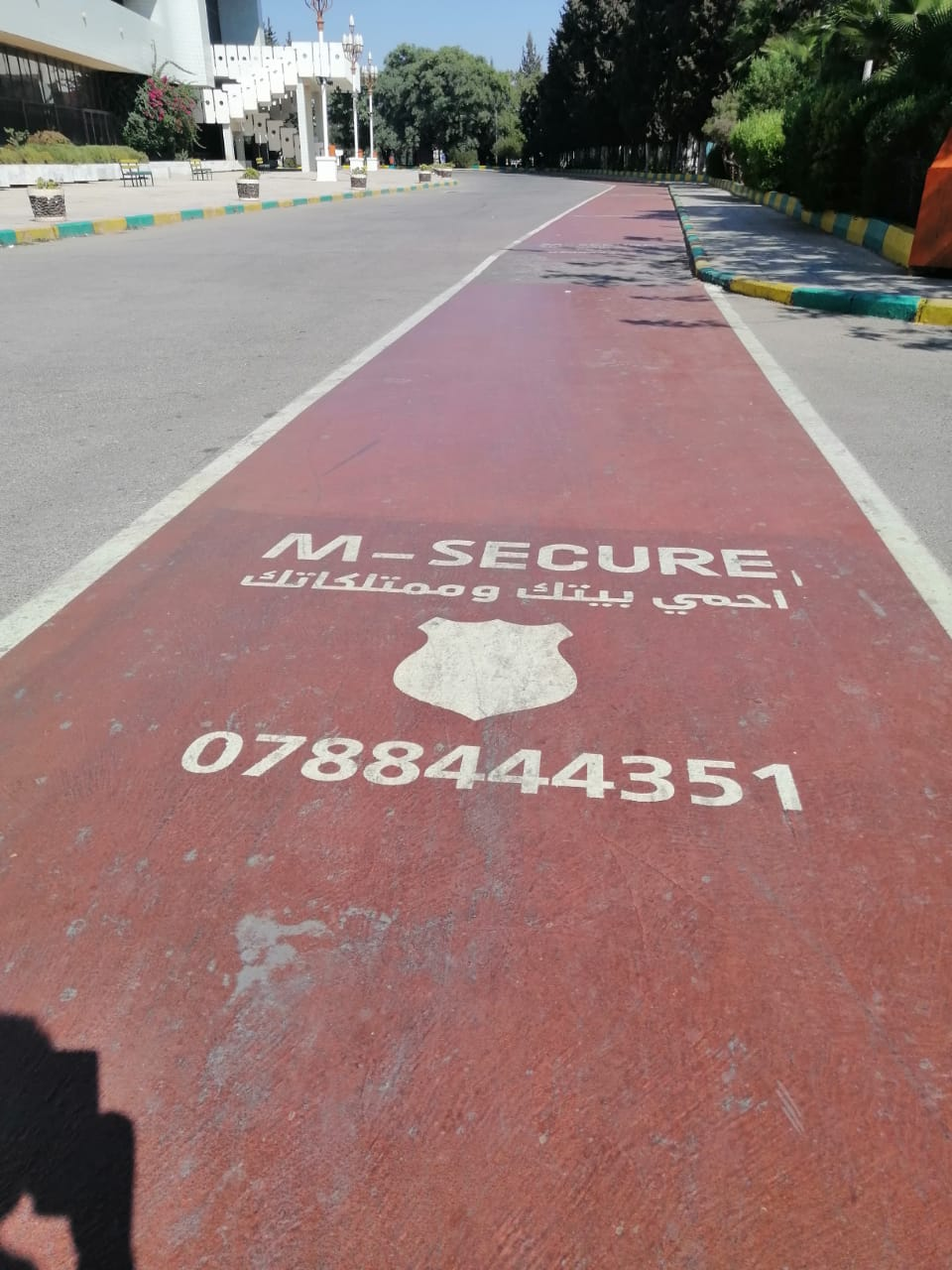
ممشى داخل مدينة الحسن الرياضية
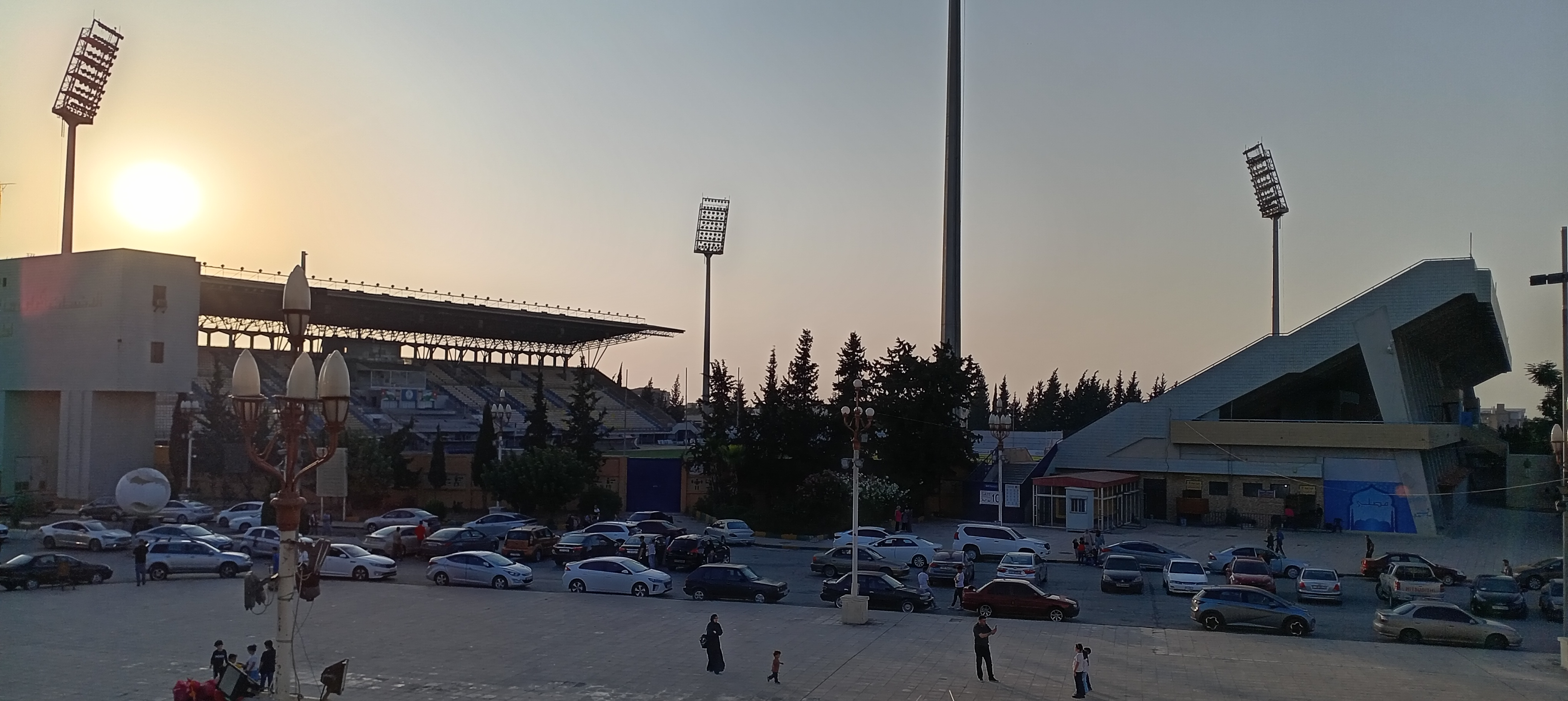
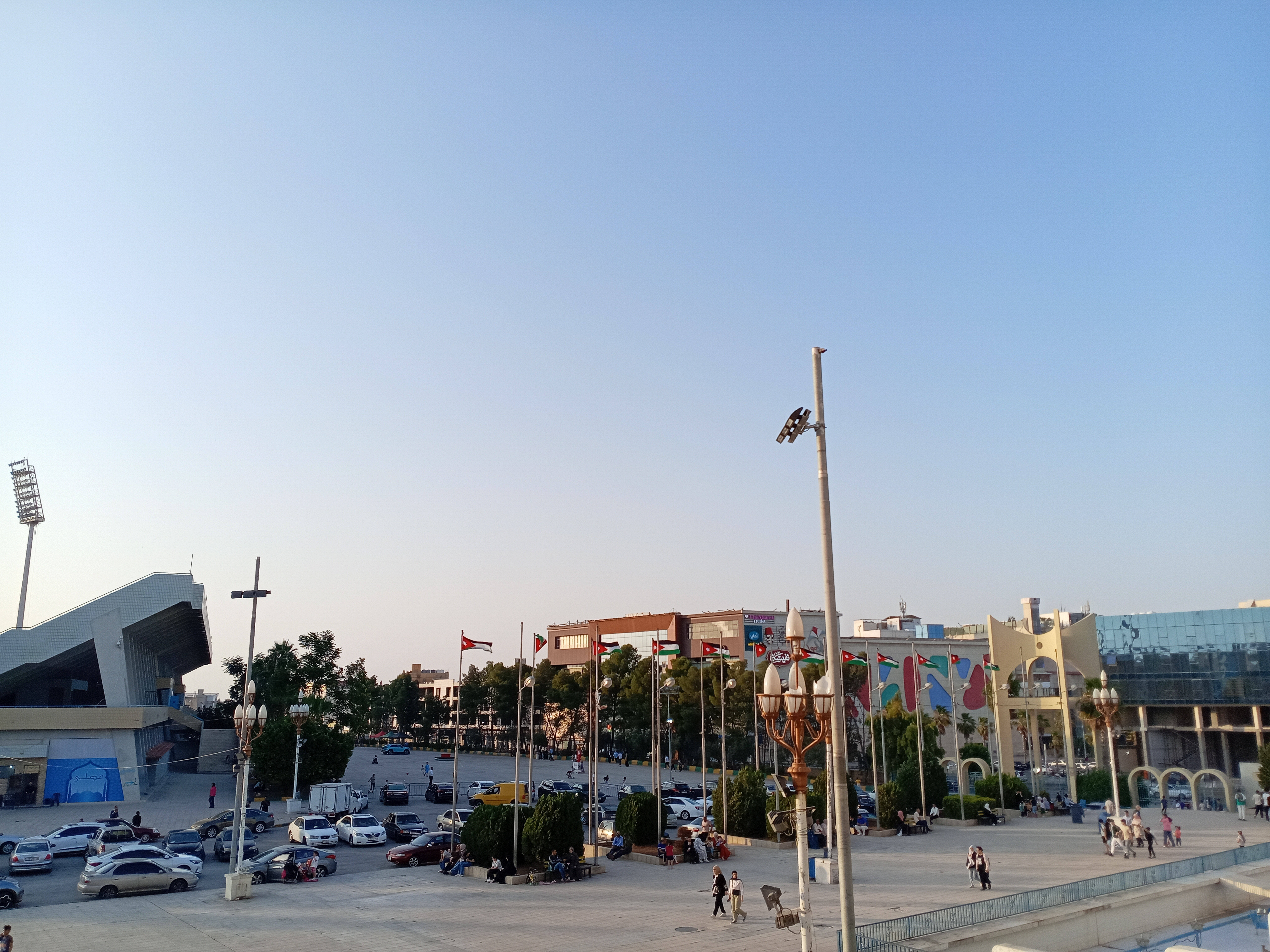
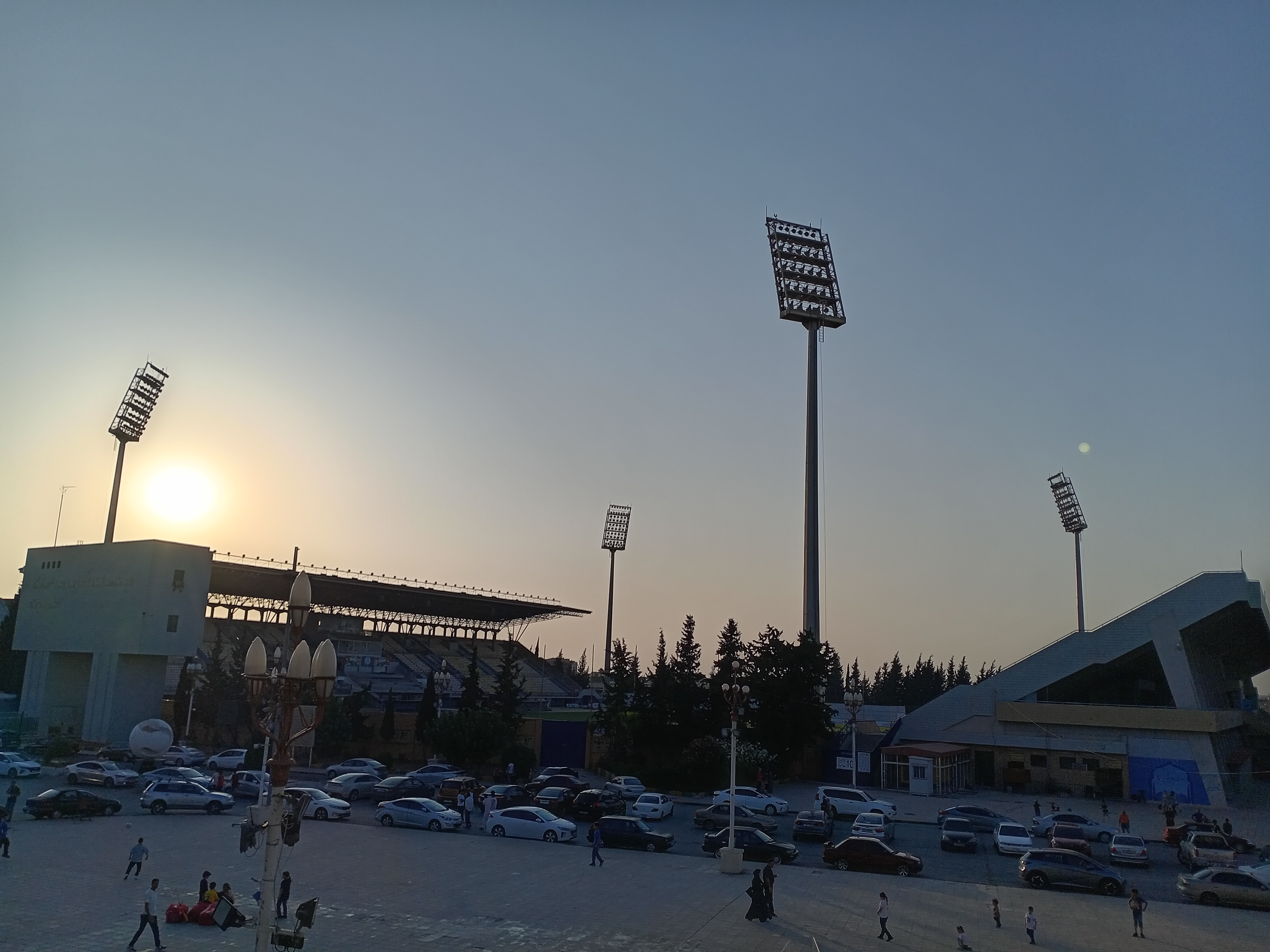
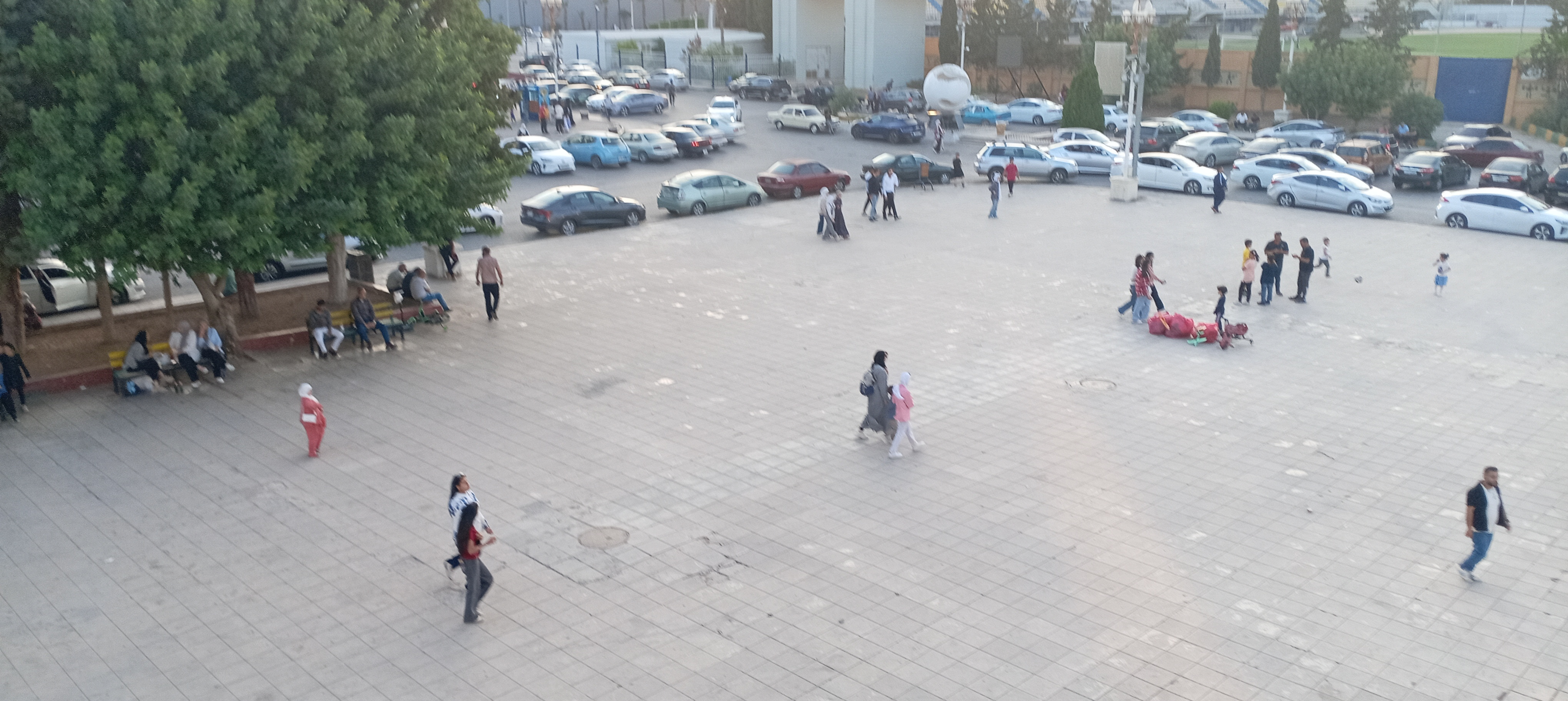
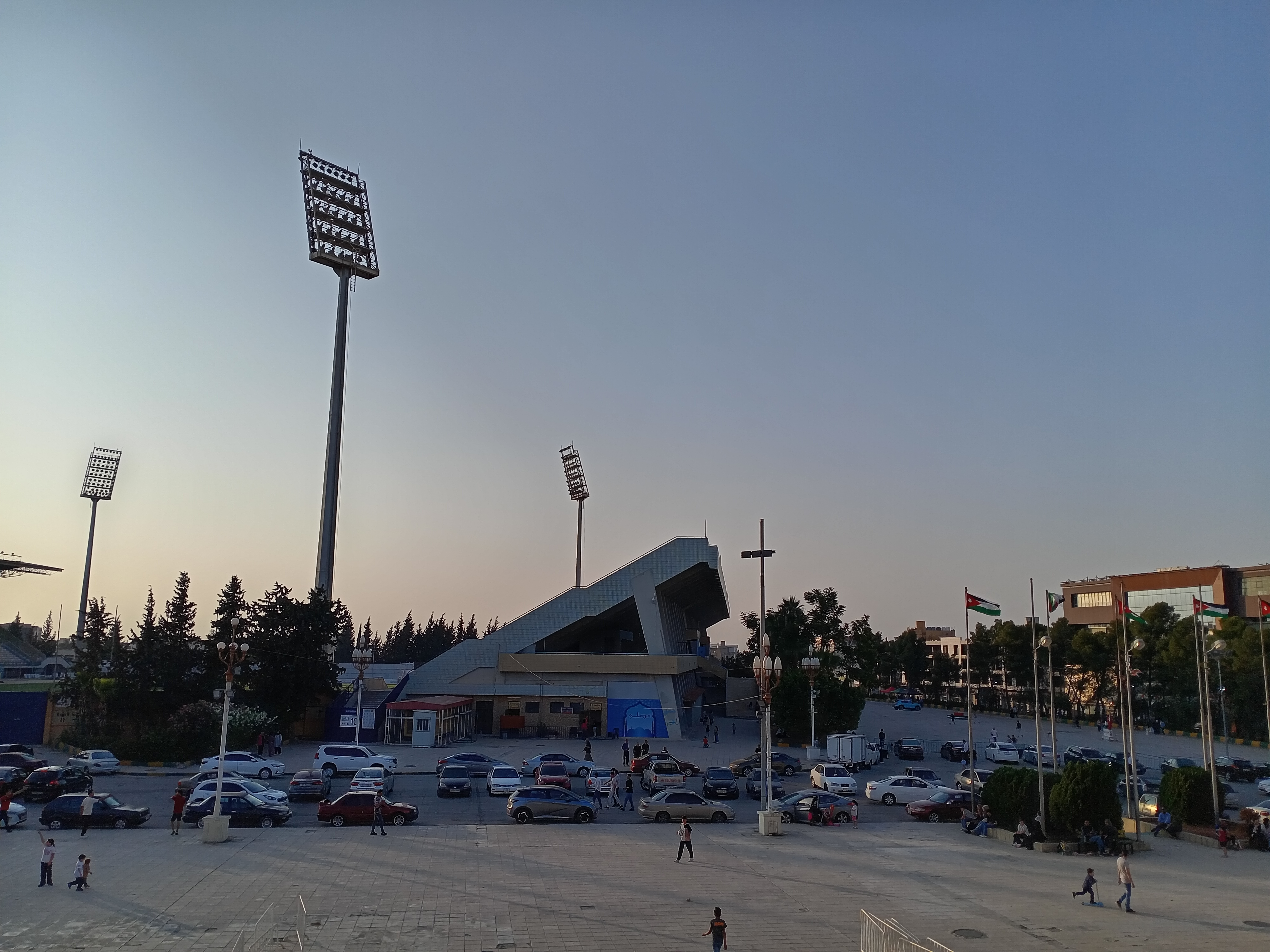
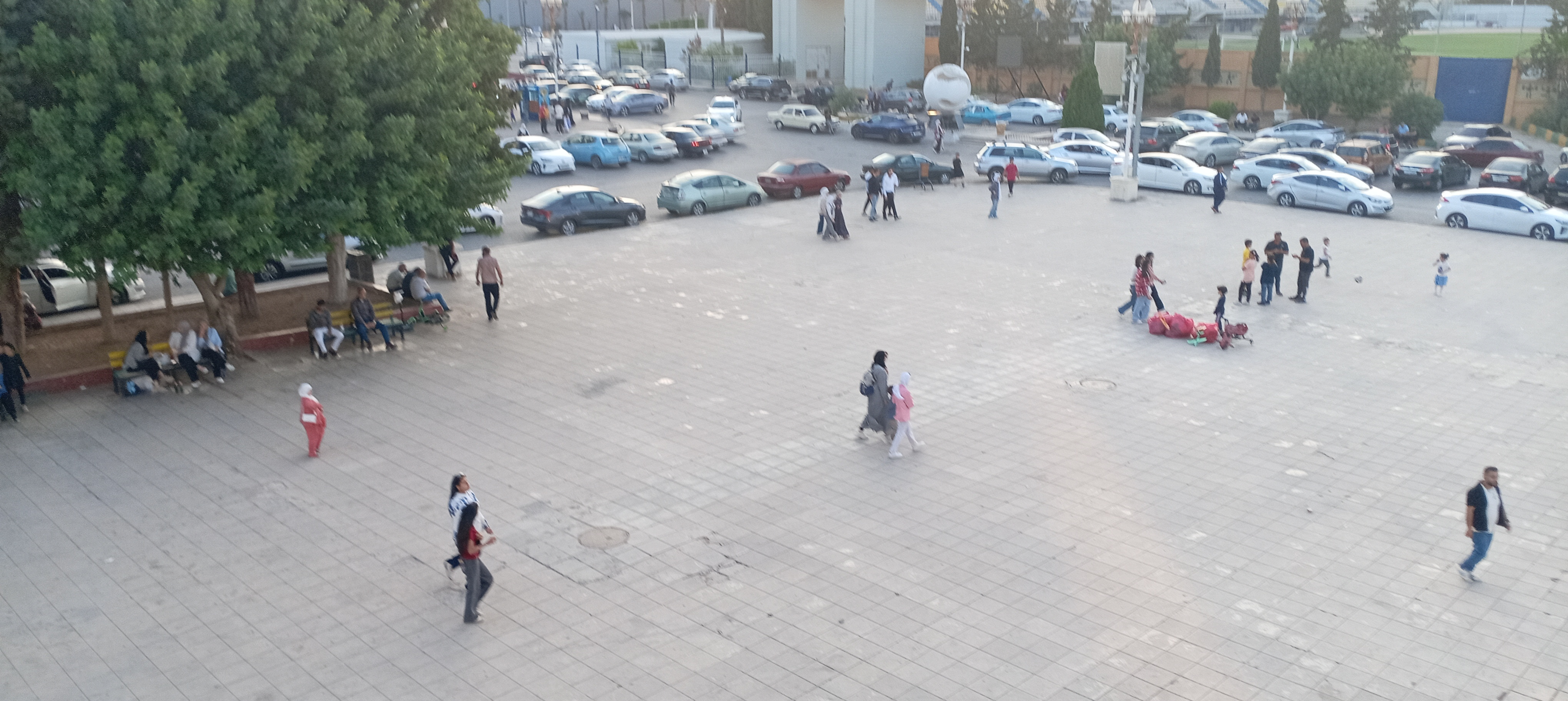
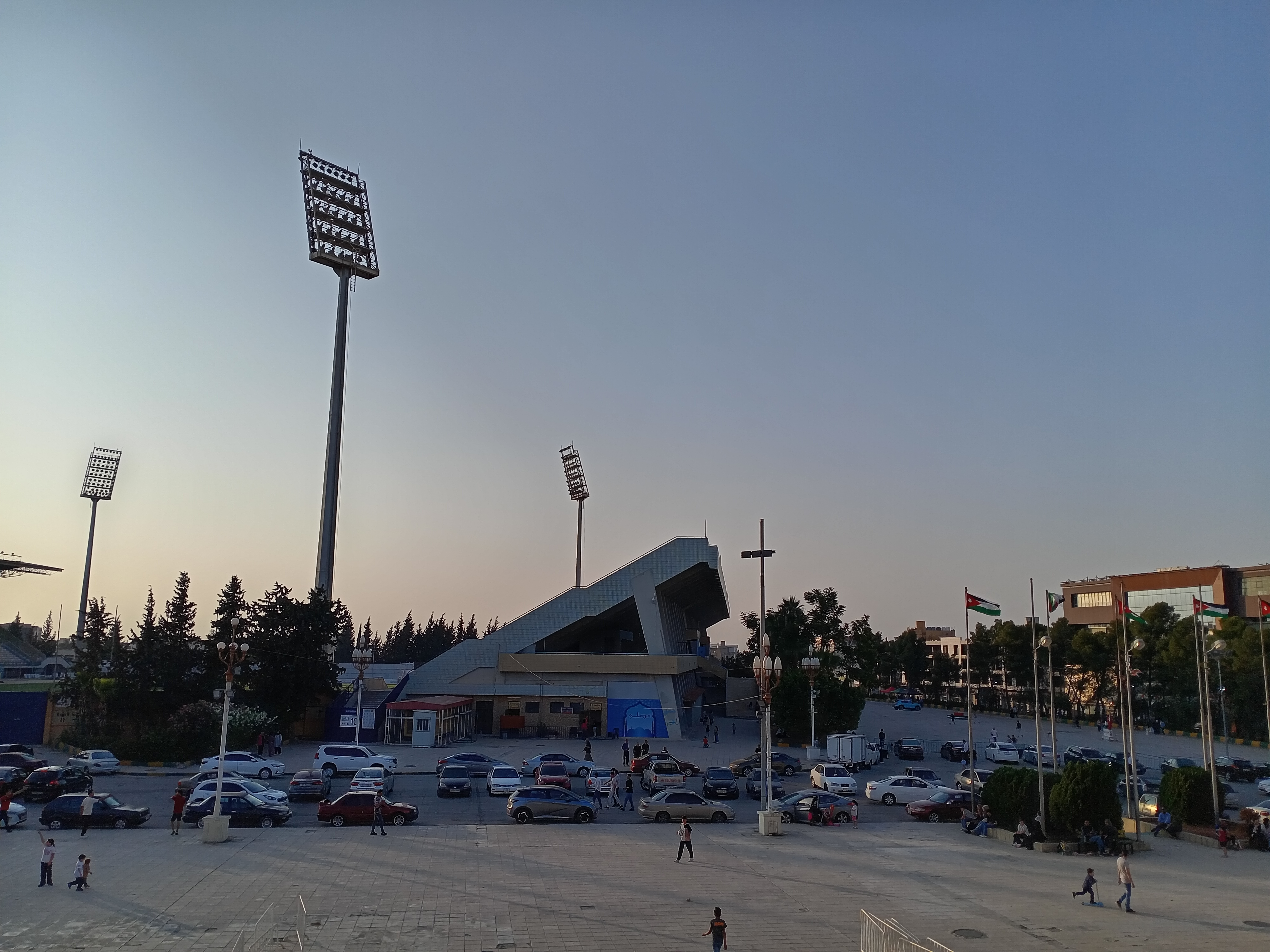
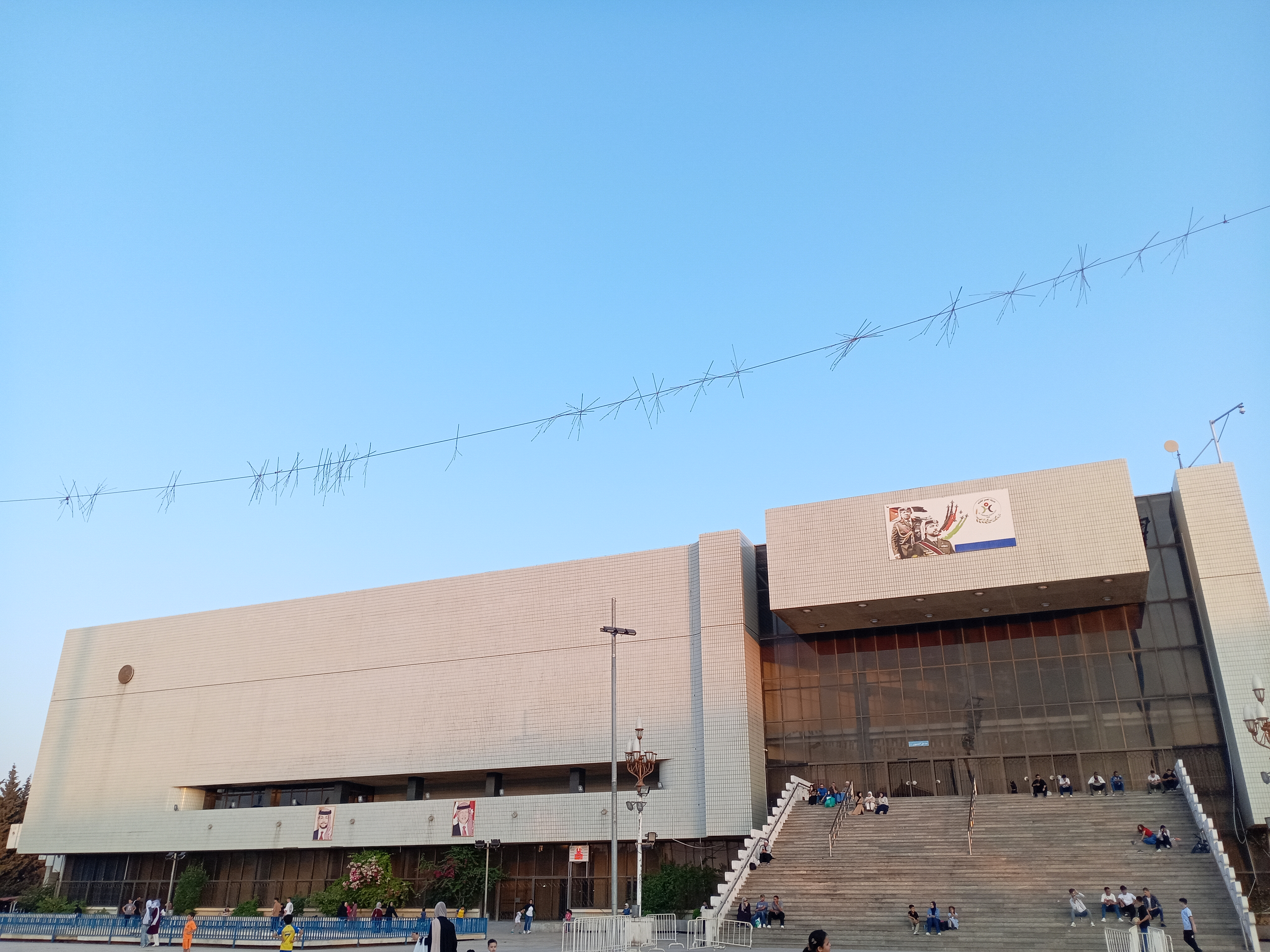
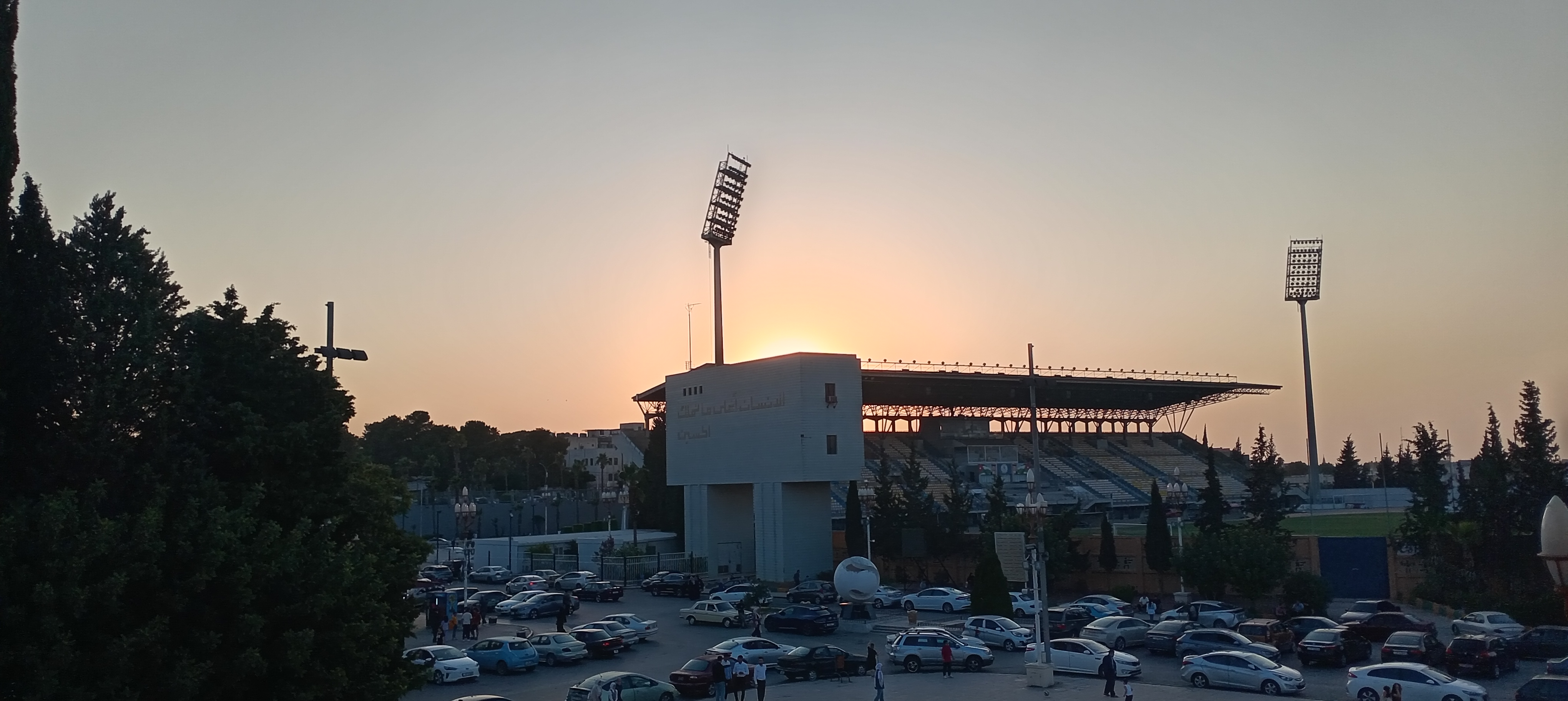
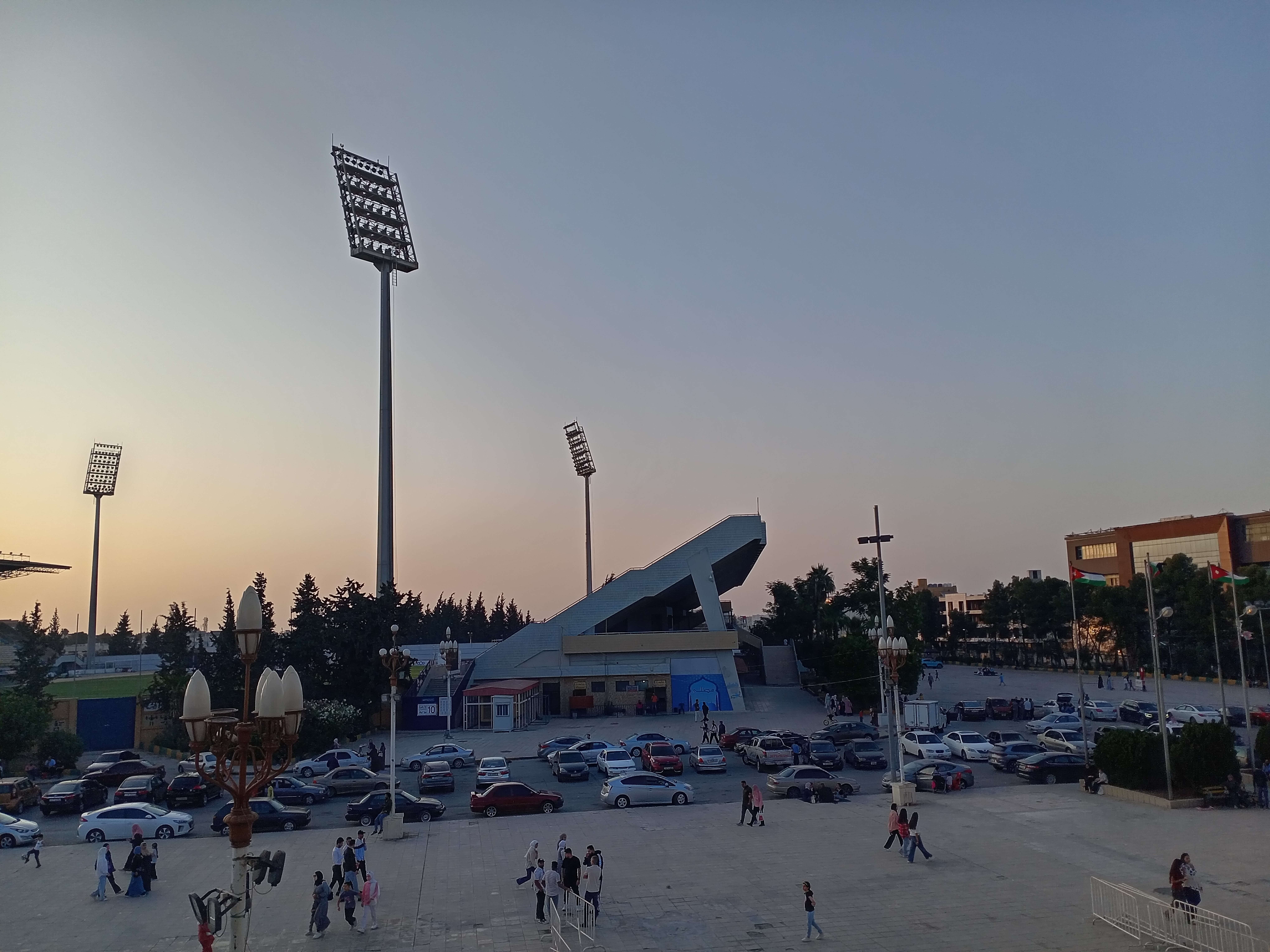
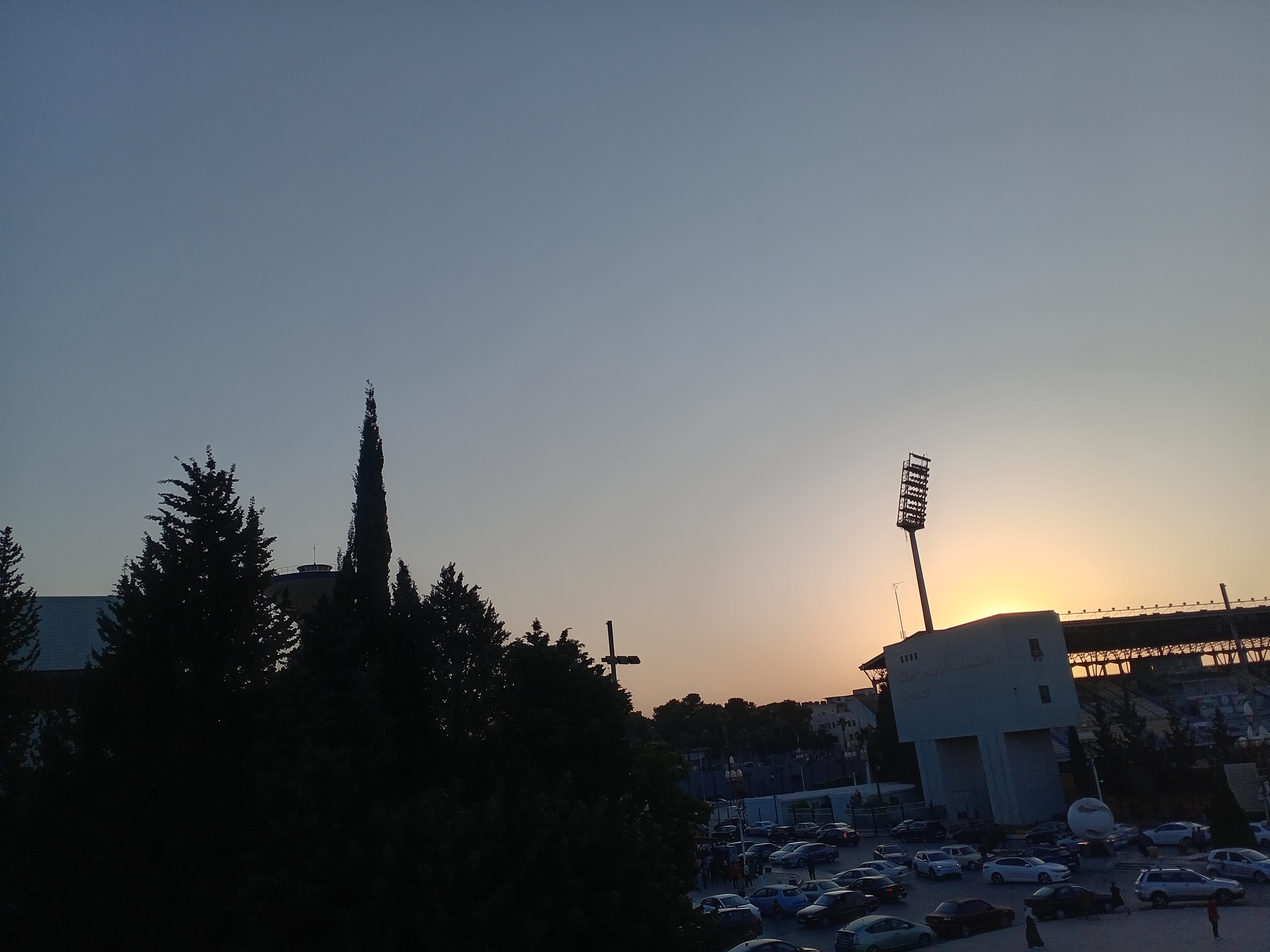
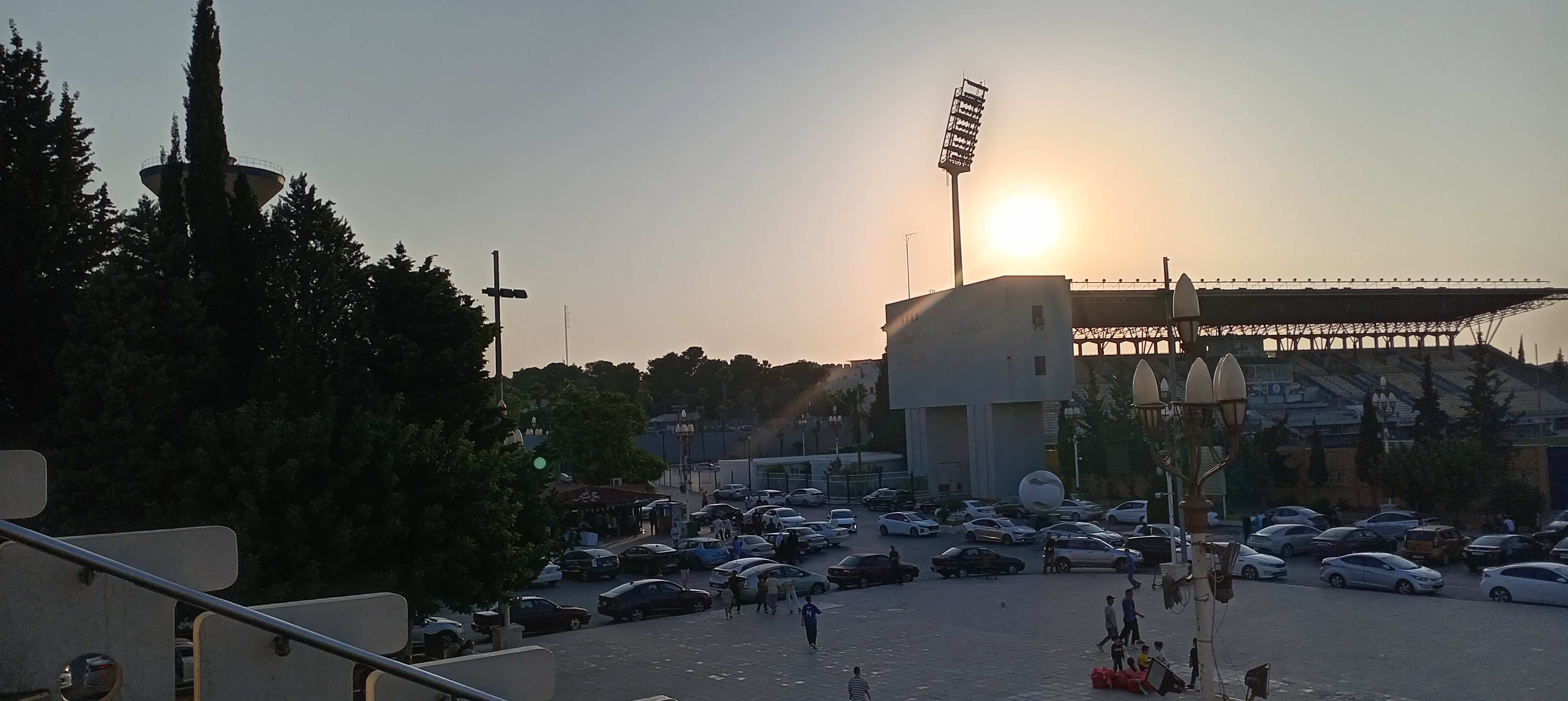

## وصلات خارجية
- مدينة الحسن للشباب | المجلس الأعلى للشباب
- اغلاق ملعب مدينة الحسن الرياضية باربد | السوسنة
- بدء فعاليات ستاد مدينة الحسن للشباب في اربد | وكالة الأنباء الأردنية - بترا